# Augyles koreanus
Augyles koreanus là một loài bọ cánh cứng trong họ Heteroceridae. Loài này được Skalicky miêu tả khoa học đầu tiên năm 1994.